# Verner Dahlerup

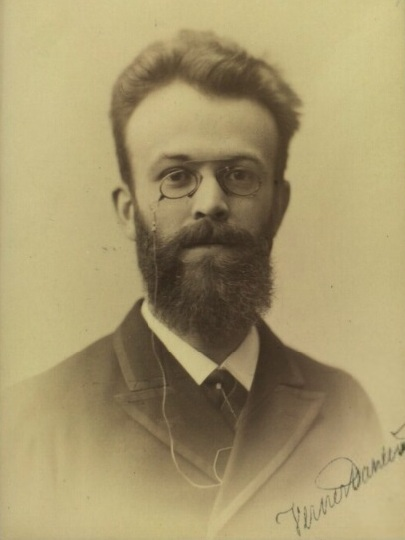
Verner Dahlerup (1889)

Karl Verner Hornemann Dahlerup (* 31. Oktober 1859 in Frederiksberg; † 24. August 1938 in Kopenhagen) war Professor für nordische Sprachen an der Universität Kopenhagen und der Begründer des schließlich 28-bändigen Ordbog over det danske Sprog („Wörterbuch der dänischen Sprache“).

## Leben
Dahlerup besuchte die Sorø Akademi (wo Herman Bang einer seiner Mitschüler war) und ging von dort 1876 an die Universität Kopenhagen, um nordische Philologie zu studieren. Ihn stark prägende Lehrer waren Konráð Gíslason, Svend Grundtvig und Ludvig Wimmer sowie Vilhelm Thomsen und Niels Ludvig Westergaard. 1883 schloss er mit dem Grad eines Kandidaten ab, 1887 wurde er Assistent an der Königlichen Bibliothek und 1899 Dozent für Dänisch an der Universität Kopenhagen. 1911 erhielt er als Nachfolger Ludwig Wimmers an der nämlichen Universität den Lehrstuhl für nordische Sprachen. 1926 wurde er aus gesundheitlichen Gründen emeritiert; sein Nachfolger auf dem Lehrstuhl wurde Johannes Brøndum-Nielsen.
Dahlerup war Sohn des Hardesvogts Hans Dahlerup (1832–1896) und der Vilhelmine Margrethe Kristine Clausen (1831–1890). 1889 verheiratete er sich mit Marie Jacobine Sophie Müller (1862–1954). Das Ehepaar liegt auf dem Vestre Kirkegård in Kopenhagen begraben; die Grabstätte besteht bis heute.

## Schaffen
Dahlerups erste wissenschaftliche Publikation war die Herausgabe des altnordischen Ágrip af Nóregs konunga sögum („Abriss der Geschichte der Könige Norwegens“). Mit Den første grammatiske Afhandling i Snorres Edda (1886, zusammen mit Finnur Jónsson) und Physiologus i to islandske Bearbejdelser (1889) zeigte er erneut seine philologische Begabung. 1920 gab er das in altdänischer Sprache verfasste Jütische Recht heraus, zu welchem er einen umfangreichen Kommentar verfasste.
Für sein allgemein verständliches Buch Det danske Sprogs Historie („Geschichte der dänischen Sprache“) von 1896 (2. Auflage 1921) wurde er weithin bekannt; er gab darin eine Übersicht über die Entwicklung der dänischen Sprache mit Schwerpunkt auf der Periode von 1700 bis 1900.
Auf dem Gebiet der jüngeren Literatur gab er beispielsweise 1890 Christian Winthers romantisches Versepos Hjortens Flugt („Des Hirsches Flucht“) heraus, und 1926 publizierte und kommentierte er die Briefe des Barockdichters Ludvig Holberg.
Dahlerups bedeutendste und nachhaltigste Initiative war aber das Ordbog over det danske Sprog, das „Wörterbuch der dänischen Sprache“. Es handelt sich um die philologisch exakte Dokumentation des gesamten dänischen Wortschatzes der Zeit von 1700 bis ins 20. Jahrhundert und bildet damit das dänische Pendant zum Deutschen Wörterbuch. Die Zeitspanne der Publikation dauerte von 1918 bis 1956, und schließlich lagen 28 Bände vor. Schon in jungen Jahren hatte er das damals maßgebliche Dansk Ordbog („Dänisches Wörterbuch“) von Christian Molbech (1833 und 1859) ergänzt, und um 1900 fing er an, von verschiedenen Seiten dazu aufgefordert und tatkräftig von seiner Frau unterstützt, systematisch Belege für ein neues Wörterbuch zu sammeln. Dieses sollte zwar doppelt so umfangreich werden wie dasjenige Molbechs, aber immer noch ein Handwörterbuch bleiben. Im Laufe seiner Arbeit wurde Dahlerup allerdings mit den vielbändigen nationalen Wörterbüchern anderer Sprachen vertraut, sodass das ursprüngliche Konzept grundlegend verändert wurde. 1915 wurde die Herausgabe von der wenige Jahre zuvor gegründeten Dänischen Sprach- und Literaturgesellschaft übernommen. Dahlerups Grundkonzept blieb zwar erhalten, aber es wurde eine Redaktion angestellt – zum größten Teil aus seinen Schülern von der Universität bestehend –, welche die Artikel verfasste; Dahlerup selbst blieb im Wesentlichen ein kritischer Gegenleser und Ratgeber und nahm an der direkten Wörterbucharbeit kaum teil.
Zusammen mit Otto Jespersen und Kristoffer Nyrop war Dahlerup von 1897 bis 1903 Redaktor der Zeitschrift Dania.
Dass Dahlerup vergleichsweise wenig publizierte, hing zum einen damit zusammen, dass die Vorbereitung des Wörterbuchs sehr viel Zeit in Anspruch nahm, zum andern aber auch damit, dass er sehr selbstkritisch war und nur solche Schriften der Öffentlichkeit übergab, von deren Inhalt er vollständig überzeugt war.

## Ehrungen
Dahlerup erhielt 1918 die Ehrendoktorwürde der Universität Lund und zu seinem 75. Geburtstag eine Festschrift seiner Fachkollegen.

## Publikationen (Auswahl)
- (Edition:) Ågrip af Noregs konungasogum (1880)
- (Edition:) Den første grammatiske Afhandling i Snorres Edda (1886, zusammen mit Finnur Jónsson)
- (Edition:) Physiologus i to islandske Bearbejdelser (1889)
- (Edition, Einleitung und Kommentare:) Christian Winther: Hjortens Flugt (1890)
- Det danske Sprogs Historie (1896; 2. Auflage 1921) (PDF der ersten Auflage 1896 bei Google Books)
- Svensk-dansk Ordsamling (1919)
- Forelæsninger over 1. Bog af Jyske Lov (Text und Kommentar, 1920)
- (Edition, Einleitung und Kommentare:) Holbergs Breve (1926)
- (Begründung:) Ordbog over det danske Sprog, Bände I–XXVIII, 1918–1956